# 중국 제3국제무역센터
중국 제3국제무역센터(중국어: 中国国际贸易中心三期 중국국제무역중심삼기[*], 영어: China World Trade Center Tower III 차이나 월드 트레이드 센터 타워 쓰리[*]) 또는 중국 세계무역센터 타워 III는 중화인민공화국 베이징시에 위치한 마천루이다. 이 건물은 2001년 파괴된 세계 무역 센터와 매우 흡사하다. 약칭은 흔히 CWTC 3타워 혹은 CWTC Tower 3라고 한다.
지상 74층, 지하 5층, 높이 330m의 마천루로 2014년 현재 베이징 시에서 제일 높은 건물이며 2018년 108층, 528m의 중국존이 완공될 때까지 이 지위가 지속될 예정이다.

## 같이 보기
- 광저우 국제금융센터
- 베이징시의 마천루 목록